# ناصر الغانم
ناصر الغانم (انگلیسی: Nassir Al-Ghanim؛ زادهٔ ۴ آوریل ۱۹۶۱) بازیکن سابق فوتبال اهل کویت است.
وی عضو تیم ملی فوتبال کویت در جام جهانی فوتبال ۱۹۸۲ بوده است.